# Deliverance Island
Deliverance Island, auf Deutsch etwa „Erlösungsinsel“, in der örtlichen Kala-Kaiwau-Ya-Sprache Warul Kawa genannt, mit der deutschen Bedeutung „Schildkröteninsel“, ist eine kleine unbewohnte Insel der Torres-Strait-Inseln. Sie liegt etwa 34 km südlich der Küste des westlichen Papua-Neuguinea und über 162 km nordwestlich der Kap-York-Halbinsel, gehört aber dennoch zum australischen Bundesstaat Queensland. Die nächstgelegene bewohnte Insel ist die 68 km nordwestlich gelegene Insel Boigu. Die nächstgelegene Insel überhaupt ist die 7,5 km weiter südlich gelegene kleine Insel Kerr. Traditionell gehört Warul Kawa, das 2001 zur Indigenous Protected Area  erklärt wurde und damit einen besonderen Schutzstatus genießt, den Einwohnern von Boigu.
Deliverance Island erstreckt sich über eine Länge von 1700 Metern, ist maximal 470 Meter breit und erreicht eine Höhe von nur zwei Metern. Die vollständig bewaldete, längliche Insel ist von einem wattartigen Flachwassergebiet umgeben, das durch Braunalgen und Grünalgen dominiert wird. Daneben gibt es etwas Seegras, aber nur geringen Korallenbewuchs. Die Insel beherbergt mit ihrer Umgebung zwei international bedeutsame Populationen von Meeresschildkröten. Sie ist eine der größten Kolonien von Wallriffschildkröten. Im Flachwassergebiet finden sich zahlreiche migrierende Suppenschildkröten.
Verwaltungsmäßig ist Deliverance Island Teil der Top Western Islands, einer Inselregion im Verwaltungsbezirk Torres Shire.